# Shushicë, Vlorë
Shushicë, Vlorë là một xã trong quận Vlorë thuộc hạt Vlorë, Albania. Dân số năm 2005 là 6353 người.